# 鲹鱼河
鲹鱼河，是中国四川省南部的一条河流，是金沙江左岸支流。源流称岩洞河或阴洞河，发源于会理市东北部六华镇三地村东北的鲁南山花木梁子，向东南流经竹寿水库，于会东县堵格镇豹子洞以西转西南流，流经会理与会东交界地区（此段也称野猪河），右纳太平河后大体向南流，流经会东县城和会东县西南部地区，于乌东德镇小河口汇入金沙江。河长97千米，流域面积1390平方千米，年均流量31立方米每秒。自然落差1640米。水能理论蕴藏量27万千瓦。
乌东德水电站2020年开始蓄水以后，下游河口段水位上涨，水面宽阔，已成为乌东德库区的一部分。